# 吳公儀
吳公儀（1898年—1970年12月5日），名潤澤，字子鎮，河北省大興縣（今北京市區）出生，滿族，吳家太極拳宗師吳鑑泉長子，乃吳氏太極拳代表人物之一。
因吳氏與楊氏太極拳為世交，少年時兼得楊氏第三代傳人楊少侯親授關節功夫。北京體育講習所首屆畢業。
1919年，吳公儀年方二十已出任山東省長屈映光的「武術總教練」；1924年，則任職於張宗昌陣營的「搏擊隊總教官」；其後也在全國知名的上海「精武體育會」教習，亦曾受黃埔軍校校長蔣中正聘請，出任軍校學生部及高級班太極拳教官，又當中山大學體育系講師，許多名流都跟其習太極拳。
1933年，吳公儀與其弟吳公藻先後任湖南國術館副館長。
1937年，吳公儀在香港成立鑑泉太極拳分社，擔任社長。1942年香港淪陷前回上海，擔任鑑泉太極拳社社長。1948年重返香港復社。
1970年12月5日病逝於港中分科醫院，按當時所發的訃聞，享年73歲。

## 吳陳比武慈善賽
因之前之筆戰導致雙方交惡之下，1954年1月17日，吳公儀與澳門之陳克夫（白鶴派第二代傳人，「白鶴三夫」之一，1917年─2013年7月27日）在澳門新花園泳池為當年香港石硤尾大火籌款名義舉辦的「吳陳比武」，比武前並簽下生死狀。甫交手即擊中陳克夫鼻子。陳因流血過多，休息超時。再因第二回合雙方起腳過膝犯規，裁判何賢宣佈「雙方不勝不負不和」而終止短短之數分鐘賽事，而是次比武亦籌得27萬澳門元善款。
自該場比武後，吳公儀及吳氏太極拳名噪一時，海外團體紛紛致函邀請。這次吳陳比武的無結果終止，亦引發港澳坊間談論不斷，並引發梁羽生（龍虎鬥京華，刊於《新晚報》）金庸（書劍恩仇錄，同樣刊於《新晚報》）後來寫出了一系列名動江湖的武俠小說，在民間影響頗大。
吳公儀命其長子吳大揆在香港彌敦道開設九龍鑑泉太極拳分社。次子吳大齊、姪吳大新亦分赴新加坡、吉隆坡、馬尼拉等地設立分社，後又因社務發展，再購買九龍佐敦道保文大廈頂樓為總社新址，原於香港駱克道的總社改稱香港分社，由女兒吳雁霞及女婿郭少炯主持。從此，吳氏太極拳風行於東南亞並發揚於海外。